# Montese
Montese (Montês in dialetto frignanese) è un comune italiano di 3 386 abitanti della provincia di Modena in Emilia-Romagna, situato a sud del capoluogo sull'Appennino Modenese. Il comune di Montese è composto da 10 frazioni, il territorio è principalmente boschivo, particolarmente presenti i castagneti secolari e ricco di campi per il foraggio e per le tipiche Patate di Montese.

## Storia

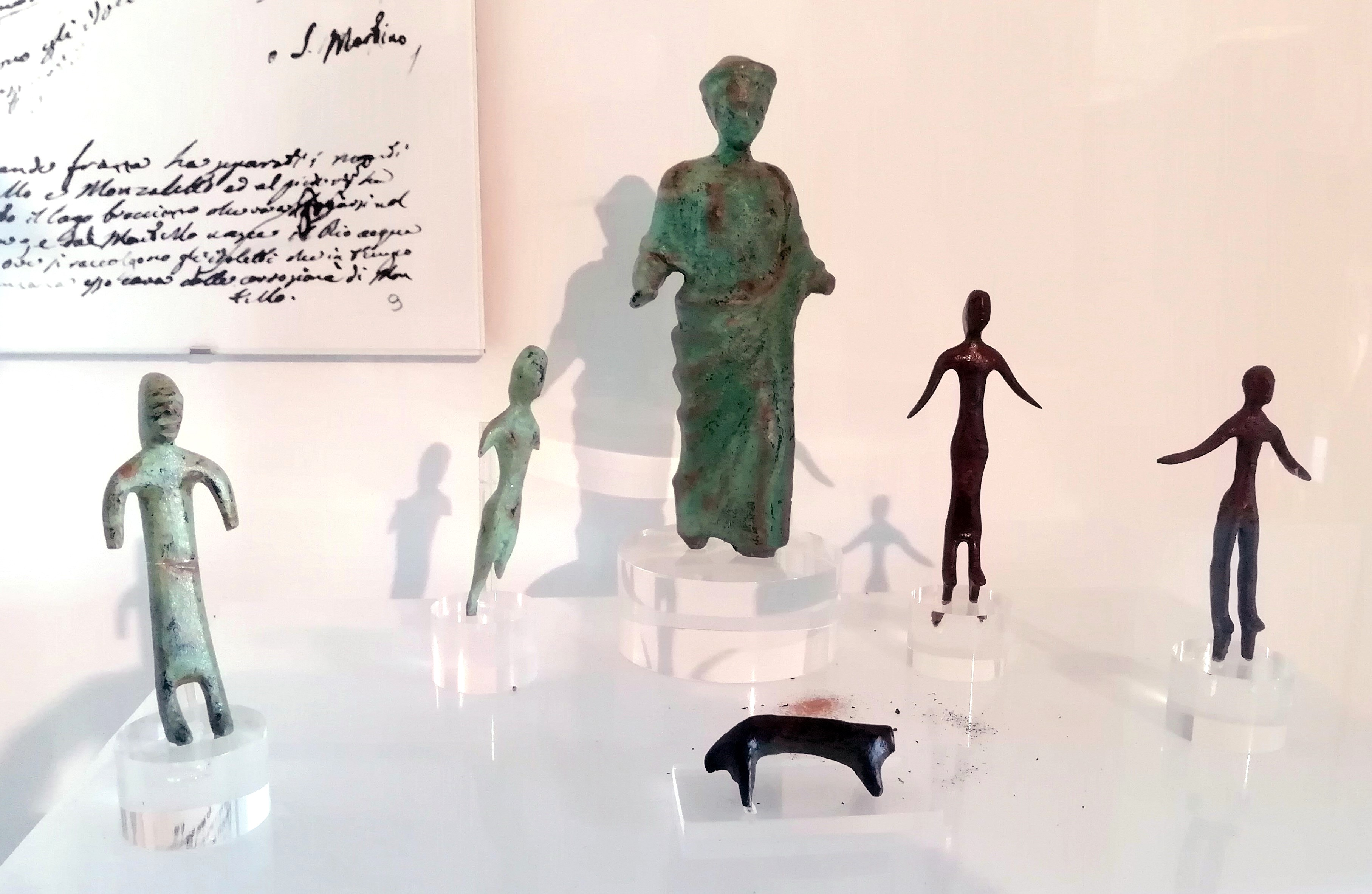
Riproduzioni dei bronzetti votivi del VI-IV sec a.C. ritrovati presso l'antico insediamento etrusco del Lago Bracciano.

Un antico insediamento etrusco era presente nei pressi del Lago Bracciano. L'indagine archeologica del sito ha restituito alcuni bronzetti votivi del VI-IV sec a.C., le cui riproduzioni sono conservate nel Museo storico della Rocca di Montese. I bronzetti originali sono conservati al Museo civico archeologico di Modena.
In epoca medievale, il territorio di Montese era compreso nel feudo dato ai Montecuccoli dall'imperatore Ottone IV nel 1212 e così rimase in gran parte fino alla fine del '600. Il ramo dei Montecuccoli di Montese, originatosi dal conte Bersanino dal 1506, è uno dei rami più ricchi di personaggi illustri, tra l'altro, di Raimondo Montecuccoli.
Dal 1899 al 1920 fu luogo di ferie e vacanze per il fisico Augusto Righi, proprietario dell’omonima Villa Righi situata all’inizio del paese. Nella quale ospitò personaggi illustri come Ottorino Respighi, Salvatore Pincherle e Giosuè Carducci
Durante la seconda guerra mondiale il territorio di Montese fu teatro della battaglia di Montese combattuta dalla Força Expedicionária Brasileira; questa conquista fu la più importante vittoria militare ottenuta dall'esercito brasiliano oltreoceano.

### Simboli
Lo stemma è stato riconosciuto con decreto del Capo del Governo del 25 maggio 1942:
La figura dell'aquila posata sul monte richiama il toponimo Montese, ma deriva chiaramente dal blasone degli antichi feudatari, i Montecuccoli, signori del Frignano: sei monti all'italiana a cui l'imperatore Carlo IV concesse il privilegio di aggiungere l'aquila dell'Impero quando, in occasione di un viaggio verso Roma, venne ospitato presso la rocca di Montefiorino.
Il gonfalone è un drappo di azzurro.

### Onorificenze
A Montese nel 2012 è stata conferita la Medaglia di Bronzo al Merito Civile per gli sforzi patiti nel periodo bellico.

## Monumenti e luoghi d'interesse
- La rocca dei nobili Montecuccoli feudatari del paese. Con la relativa torre, simbolo di Montese e ben visibile dai dintorni del paese.
- I luoghi della seconda guerra mondiale: qui fu combattuta la battaglia di Montese. Nel territorio di Montese è tuttora possibile vedere i resti delle trincee, degli osservatori e dei rifugi costruiti da entrambi gli eserciti (dai brasiliani della FEB, 10th Mountain division, Wehrmacht). A Monte Belvedere[11], alla Lastra Bianca sul Monte Montello[12], al Monte Terminale di Iola[13] e in molti altri monti nel territorio di Montese si possono osservare i resti della Linea Gotica, il fronte che durante la seconda guerra mondiale divideva i tedeschi dagli Alleati, correndo lungo gli Appennini.
- I secolari castagneti di Malalbergo e Alberelli; due esemplari sono riconosciuti alberi monumentali[14][15]
- il sito archeologico del Lago Bracciano, dove è stata ricostruita una capanna etrusca.[16][17]
- I caratteristici oratori di Riva di Biscia (il cui campanile fu costruito sulle rovine del castello di Riva di Biscia[18]) e di Monteforte[16]
- Nei boschi è possibile osservare il fenomeno naturale del fogliame autunnale.
- La vista panoramica dalle vette nei dintorni di Iola (Monte della Torraccia)
- Il tronco monumentale del castagno secolare, ormai morto, situato nel borgo di Maserno
- Il sasso dei Carli[19][20]
- Oratorio di San Rocco a San Giacomo Maggiore[16]
- Cascata di Striscialacqua[21]

## Società

### Evoluzione demografica

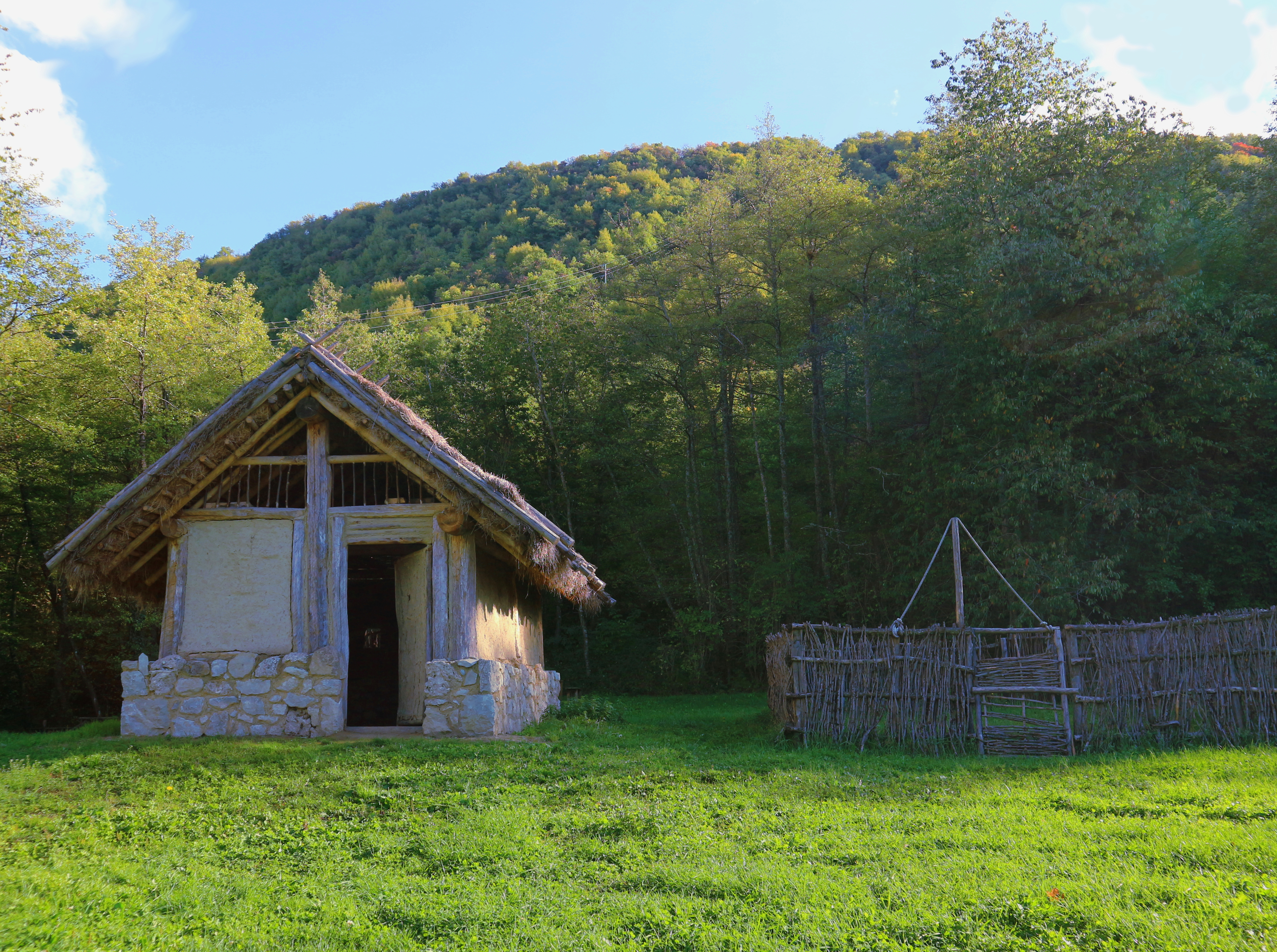
Capanna Etrusca situata nella frazione Salto in località Lago bracciano

Abitanti censiti

## Cultura

### Musei
- Il museo Iola di Montese si trova nella ex canonica di Iola, adiacente alla chiesa, che, danneggiata dai bombardamenti nell'ultimo periodo della seconda guerra mondiale, fu quasi completamente ricostruita nell'immediato dopoguerra. Questo museo è suddiviso in varie sezioni, le principali sono la Raccolta di cose Montesine sulla civiltà contadina, e la sezione storica Memorie d'Italia, dedicata alla seconda guerra mondiale, che racconta parte della storia della 10th Mountain Division e della FEB (Força Expedicionária Brasileira), un contingente di soldati brasiliani che ha partecipato al conflitto con le Forze Alleate. Ad esse si aggiungono le teche delle Memorie antiche , con alcune armi dei secoli scorsi, e la sezione di Fossili e mineralogia.[23][24]

### Cucina
- Patata di Montese, rinomata ed apprezzata anche dallo chef stellato Massimo Bottura.[25]
- Castagne; dalle quali per tradizione si ricava la farina di castagne. Vari prodotti sono realizzati con la farina di castagne: Mistocche, ciacci di castagne, frittelle, pane
- Marroni
- Parmigiano Reggiano di montagna
- Noci e nocciole
- Crescentine
- Gnocco fritto
- Zampanelle[26]
- Ciacci[27]

## Amministrazione

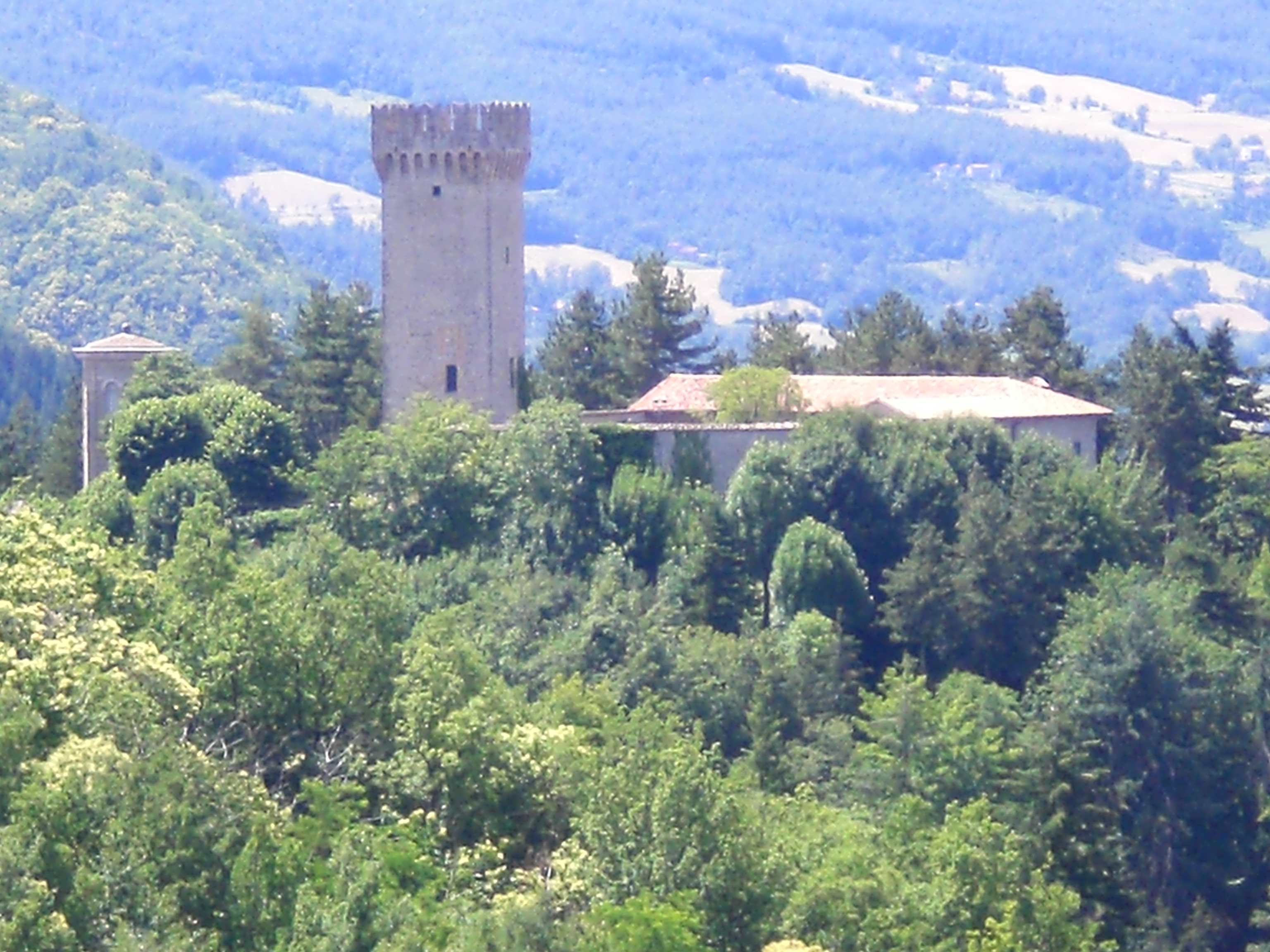
Rocca e Torre di Montese

| Periodo           | Periodo           | Primo cittadino   | Partito                            | Carica  | Note   |
| ----------------- | ----------------- | ----------------- | ---------------------------------- | ------- | ------ |
| 12 maggio 1985    | 22 aprile 1995    | Giancarlo Banorri | Democrazia Cristiana               | Sindaco | [ 28 ] |
| 23 aprile 1995    | 12 giugno 2004    | Luciano Mazza     | Partito Democratico della Sinistra | Sindaco | [ 28 ] |
| 13 giugno 2004    | 6 giugno 2009     | Carlo Castagnoli  | lista civica                       | Sindaco | [ 28 ] |
| 7 giugno 2009     | 25 maggio 2019    | Luciano Mazza     | lista civica Stretta di mano       | Sindaco |        |
| 26 maggio 2019    | 30 giugno 2020    | Adelaide Zaccaria | lista civica Insieme per Montese   | Sindaco | [ 29 ] |
| 22 luglio 2020    | 21 settembre 2020 | Valerio Zambelli  | Commissario prefettizio            | Sindaco |        |
| 21 settembre 2020 | in carica         | Matteo Deluca     | lista civica Montese... si rinnova | Sindaco |        |